# Blackmagic Fusion
Fusion, Blackmagic Fusion, Eyeon Fusion или Digital Fusion е програмен продукт за обработка на видео файлове. Софтуерът обикновено се използва за видео-композиране, цветова обработка и корекция, изрязване, махане на зелен и син екран, монтаж и специални ефекти в постпродукцията на филми, реклами и игри. Също така, програмата има добри позиции и в областта на броудкаст дизайна.
Fusion има 32 и 64 битови версии за Windows, Mac OS и Линукс. От версия „7“ се предлага в две разновидности, „свободна“ и „студийна“.

## История
„Fusion“ е първият в света възлово-базиран (node-based) композитинг софтуер. Разработен през 1987 г. за нуждите на „New York Production & Design“ за студиото им за постпродукция и визуални ефекти в Сидни, Австралия. Първата версия на софтуера работи под DOS. По-късно е създадена компанията „Eyeon Software Inc.“, специално за комерсиализация на програмата, както и всички операции, свързани със софтуера са преместени в Торонто, Онтарио, Канада.
През 2014 г. от компанията „Blackmagic Design“ обявяват, че са придобили „Eyeon Software Inc.“, с което стават и собственици на „Fusion“.
През лятото на 2018 г. Fusion е изцяло интегриран в DaVinci Resolve 15, което поражда съмнения в потребителите, че програмата ще бъде закрита като самостоятелен софтуер. В началото на април 2019 г. обаче Blackmagic Design пуска нов Fusion под версия 16 (последната предишна версия е 9), изглежда за да е в синхрон с версиите на DaVinci.

## Интерфейс
Във Fusion се работи посредством възлово-базиран интерфейс, което означава, че обработката на графиката се извършва посредством закачащи се един след (за) друг инструменти – ефекти, които могат да се свързват помежду си в сложни системи, образувани от по-прости. Този тип композиции позволяват голяма гъвкавост на всеки визуален артист според опита и гледната си точка да обработи дадено изображение по десетки различни начина, поотделно или едновременно, както и във всеки един момент може да променя параметрите от по-ранен етап на обработката.

### Работен екран
Работният екран е разделен на четири основни части, които са: работно поле, поле за настройки и две полета за наблюдение. Програмата дава възможност за отваряне и на още допълнителни полета в зависимост от нуждите.
- Работно поле

Работното поле съдържа: Поле за композиране (Flow); поле за възникнали грешки и конзола за програмиране (Console); времева линия (Timeline) поле и лента; поле за проследяване и редактиране на кривите на анимацията (Spline); поле за бележки (i). По подразбиране се намира отдолу вляво.
- Поле за настройки

Полето за настройки съдържа: Поле за настройки на инструментите – ефектите (Tools); поле за настройки на модификациите (Modifiers). В тези полета се задава колко, по какъв начин и по кое време даден ефект да влияе на графиката.
По подразбиране се намира вдясно на работния екран.
- Поле за наблюдение

Полето за наблюдение съдържа: стерео дисплей, 3D работна среда и други разнообразни опции за наблюдение. По подразбиране полетата са две и се намират горе вляво.
- Допълнителни полета

При необходимост, „Fusion“ позволява и отварянето на още допълнителни полета, които са: Сандък (Bins) полета, още полета за наблюдение (View) – неограничен брой и други.

## Версии
| Официално име  | Версия                          | Дата           | Коментари |
| -------------- | ------------------------------- | -------------- | --- |
| Digital Fusion | 1.0                             | Август 1996    | Първа версия за Windows. |
| Digital Fusion | 2.0                             | Ноември 1997   | Таймлайн (времева линия) и 16 битов цвят. |
| Digital Fusion | 2.5                             | Декември 1998  | Добавен мрежов рендъринг. |
| Digital Fusion | 3.0                             | Октомври 2000  | Допълнителни инструменти (tools). |
| Digital Fusion | 3.1                             | Януари 2002    | 2D инструменти за частици (particle). |
| Digital Fusion | 4.0                             | Октомври 2002  | Eyeonscript (скриптов език). |
| Fusion         | 5.0                             | Август 2005    | 3D работна среда за композиране. |
| Fusion         | 5.1                             | Декември 2006  | Нов тип полигонална маска. |
| Fusion         | 5.2                             | Юли 2007       | Импортиране на 3D модели. |
| Fusion         | 5.3                             | Април 2008     | 64 битова версия. |
| Fusion         | 6.0                             | Юни 2009       | 3D материали и стерео дисплей. |
| Fusion         | 6.1                             | Юли 2010       | Поддръжка на „RenderMan“ (рендъринг генератор), „Python“ (език за програмиране) и „RED камера“. Поддръжка на езици OpenCL. |
| Fusion         | 6.2                             | Юни 2011       | 64 бит. версия за Linux; QuickTime поддръжка за Fusion 64; внасяне на SVG векторна графика; подобряване работата с частици (particle). |
| Fusion         | 6.3                             | Ноември 2011   | Допълнителни инструменти за цвят (color tools); Нова версия на Primatte – 5; Подкрепа за „KONA 3G – AJA Video Systems“. |
| Fusion         | 6.4                             | Юли 2012       | Връзка с AVID; Поддръжка на RAW и Jpeg 2000 формати; Подобрени 3D и геометрични частици (particle); Съвместимост с Windows 8. |
| Fusion         | 7.0                             | Юни 2014       | Подобрена 3D среда; Допълнителни инструменти; Добавени темплейти. |
| Fusion         | 7.5                             | Ноември 2014   | Малки промени в интерфейса; Безплатна версия. |
| Fusion         | 8.0                             | Април 2016     | 64 бит. версия за Mac OS; Промени в интерфейса; Малки промени в някои компоненти. |
| Fusion         | 9.0                             | Август 2017    | 3D камера тракинг; Планарен тракер; Нови инструменти за алфа канал: Delta Keyer и Clean Plate; VR поддръжка; Планарен ротоскопинг; Поддръжка ProRes изход за всички платформи; GPU ускорител и още над четиридесет подобрения и нововъведения. |
| Fusion         | Интегриран в DaVinci Resolve 15 | Август 2018    | Нов интерфейс; Допълнителни инструменти. |
| Fusion         | 16.0                            | Април 2019     | Потребителски интерфейс базиран на този в DaVinci Resolve 15; Множество подобрения в стабилността и производителността на различни инструменти и програмата като цяло. |
| Fusion         | 17.0                            | Ноември 2020   | Персонализиране на шаблони; Синхронизиране на аудио; Векторни форми; 27 нови Resolve FX инструменти; Персонализация на работния процес. |
| Fusion         | 18.0                            | Юли 2022       | Персонализиран полигонален модификатор за създаване на анимирани щрихи и маски; Нови режими на смесване; Актуализации на инструментите за рисуване и дублиране; Частично мащабиране на потребителския интерфейс; Поддръжка за Python 3. |
| Fusion         | 18.5                            | Април 2023     | Поддръжка за импортиране на файлове Universal Scene Description (USD) и базирани на USD Hydra рендери, включително Storm; Въвеждане на набор от инструменти за USD и управление на активи в USD; Нов инструмент за мулти-сливане за композиране на множество слоеве; Добавен собствен инструмент за Depth map, базиран на AI; Поддръжка за рендеринг в OpenEXR DWA компресия и др. |
| Fusion         | 18.6                            | Септември 2023 | Поддръжка за 7 нови инструмента прехвърлени от Resolve FX за цветова обработка. Множество подобрения в USD. Нови инструменти на MaterialX за зареждане на .mtlx файлове и прилагането им към обекти. |
| Fusion         | 19.0                            | Август 2024    | Поддръжка за Resolve FX Surface Tracker и Resolve FX Object Removal; Multi Poly инструмент за по-лесно ротоскопиране на сложни обекти; IntelliTrack AI опция за проследяване на точки в Tracker; Поддръжка за Open Color IO 2.3.; USD подобрения за Material X; Подобрен Text+ и други.                                                                                            |

## Приложения
Някои от филмите, при които е използван Fusion.
- Terminator Salvation – Терминатор: Спасение
- Watchmen – Пазителите
- Alice in Wonderland – Алиса в страната на чудесата
- Alias – Наричана още
- Mr. & Mrs. Smith – Мистър и мисис Смит
- Clash of the Titans – Сблъсъкът на титаните
- Battlestar Galactica – Бойна звезда: Галактика
- Final Destination II – Последен изход 2
- Lost – Изгубени
- CSI: Miami – От местопрестъплението: Маями
- Panic Room – Паник стая
- Night at the Museum 2 – Нощ в музея 2
- Sin City – Град на греха
- Saw (I, II... VI, 3D) – Убийствен пъзел
- Prince of Persia – Принцът на Персия
- Pirates of the Caribbean – Карибски пирати
- The Imaginarium of Doctor Parnassus – Сделката на доктор Парнасъс
- Star Wars 3D – Междузвездни войни 3D
- 300 – 300
- Avatar – Аватар
- Game of Thrones – Игра на тронове